# Closterus ratovosoni
Closterus ratovosoni là một loài bọ cánh cứng trong họ Cerambycidae.